# CWIX

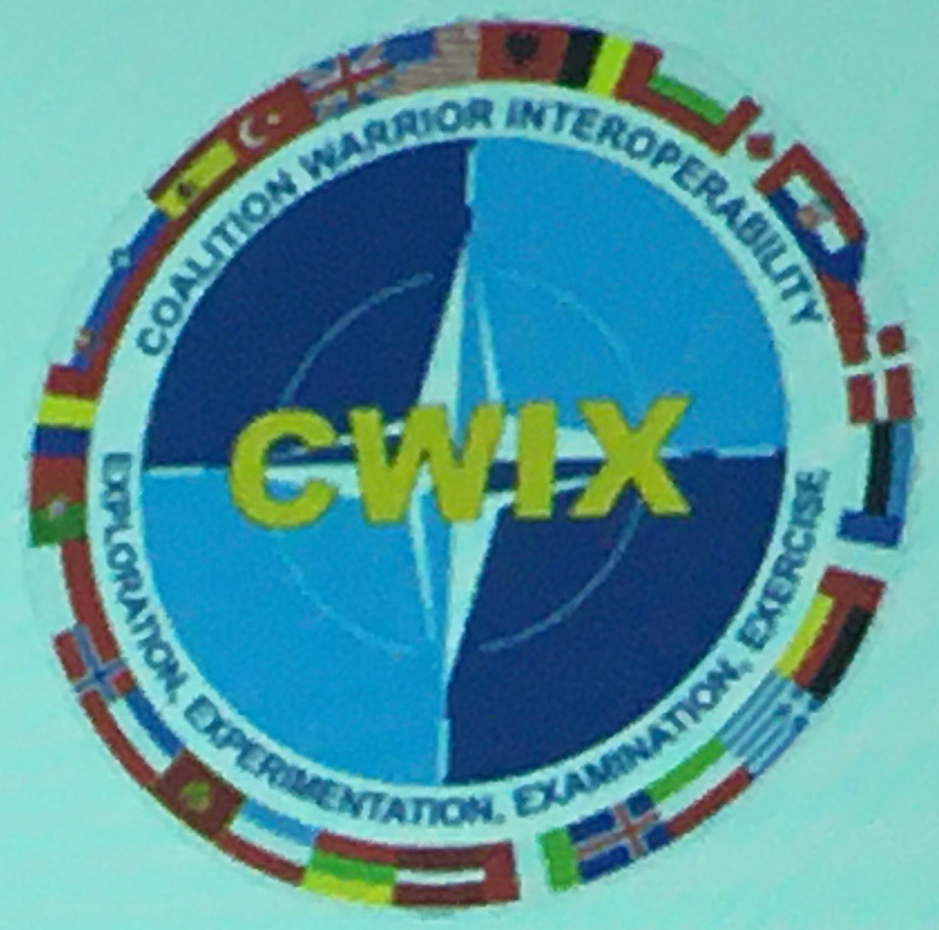
Логотип учений CWIX

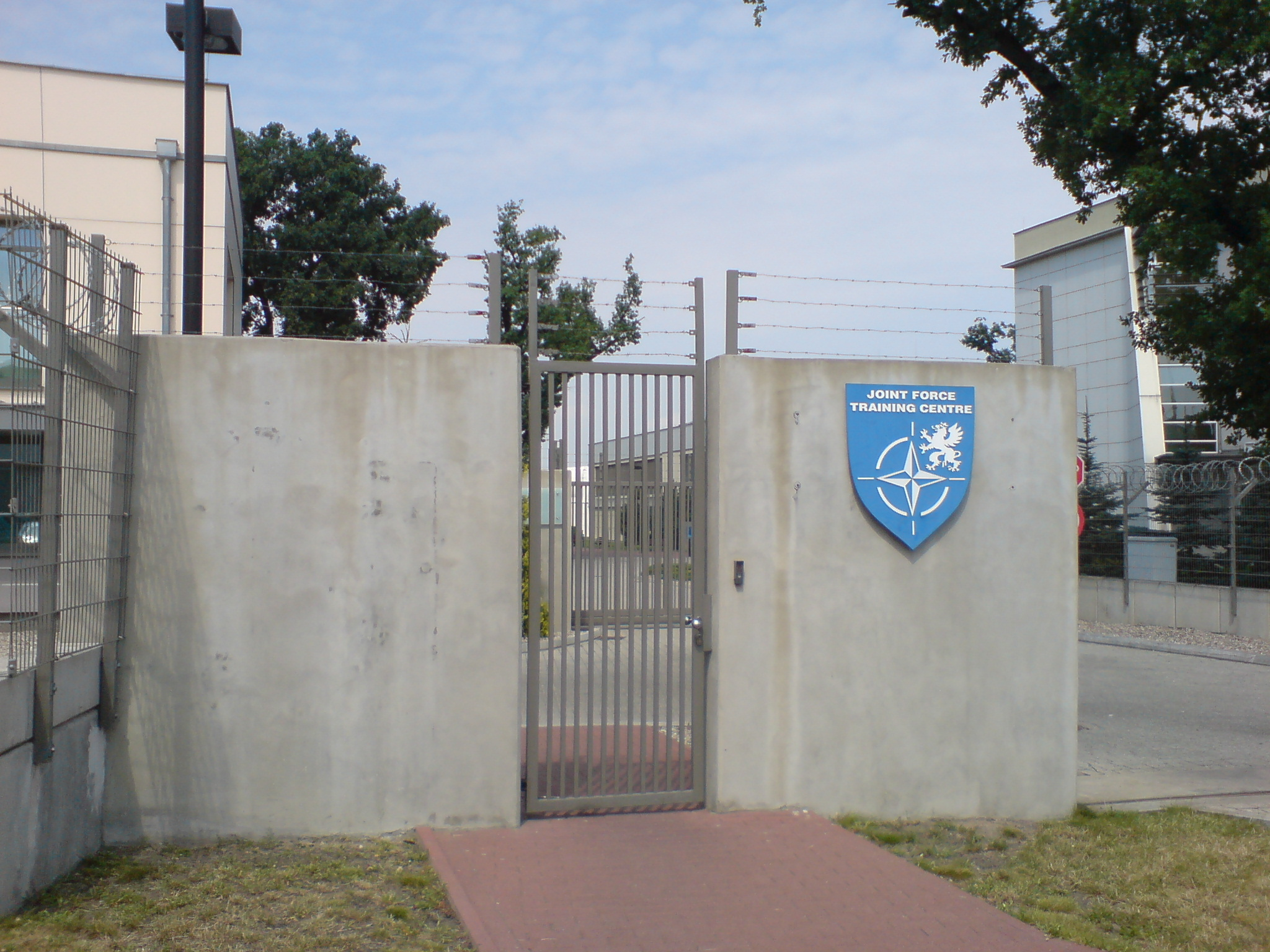
Межвидовой центр боевой подготовки НАТО в г. Быдгощ (Республика Польша)

CWIX (англ. Coalition Warrior Interoperability eXercise) —  серия ежегодных, многонациональных учений НАТО и стран-партнеров по отработке взаимосовместимости и проведения испытаний новых технологий телекоммуникаций, киберзащиты, других технических решений и соответствующих операционных сценариев их боевого применения.
Учения CWIX проходят каждое лето в тренировочном центре Joint Force Training Centre (г. Быдгощ, Республика Польша).
По разным данным в 2018 году в учениях CWIX-2018 принимали участие более 1000 представителей из 32 стран, которые провели более 4000 разноплановых тестов, в том числе аддитивных технологий , средств программно реконфигурируемого радио (проект ESSOR)) и т.д.
На учениях CWIX-2019 (22 - 31 июня 2019 г.) было задействовано более 1500 представителей 32 государств. В ходе учений отрабатывались технологии Федеративной сети миссий.